# Lei Chien-Ying
Lei Chien-Ying (17 de abril de 1990) es una deportista taiwanesa que compitió en tiro con arco, en la modalidad de arco recurvo.
Participó en tres Juegos Olímpicos de Verano entre los años 2012 y 2020, obteniendo una medalla de bronce en Río de Janeiro 2016 en la prueba por equipo. Ganó dos medallas de oro en el Campeonato Mundial de Tiro con Arco al Aire Libre de 2019.

## Palmarés internacional
| Juegos Olímpicos                 | Juegos Olímpicos                | Juegos Olímpicos  | Juegos Olímpicos |
| Año                              | Lugar                           | Medalla           | Prueba           |
| -------------------------------- | ------------------------------- | ----------------- | ---------------- |
| 2016                             | Río de Janeiro (Brasil)         | Medalla de bronce | Equipo           |
| Campeonato Mundial al Aire Libre |                                 |                   |                  |
| Año                              | Lugar                           | Medalla           | Prueba           |
| 2019                             | 's-Hertogenbosch (Países Bajos) | Medalla de oro    | Individual       |
| 2019                             | 's-Hertogenbosch (Países Bajos) | Medalla de oro    | Equipo           |